# چبوسزویکه
چبوسزویکه (به لاتین: Trzeboszowice) یک سکونتگاه مسکونی در لهستان است که در Gmina Paczków واقع شده‌است.